# Тяпкин, Иван Иванович
Иван Иванович Тяпкин  —  русский государственный деятель, наместник  в  Калуге.  
С  1521 по 1522 годы после смерти  в 1518 году Семёна Ивановича князя Калужского Тяпкин назначен был наместником  в  Калуге. Затем в 1528 году  наместником стал князь Иван Фёдорович Овчина Телепнев-Оболенский.
Его племянник Тяпкин, Матвей Семёнович был наместником  в  Мценске.